# Frans Schrauwen
Frans Schrauwen (Essen, 26 januari 1949) is een Belgisch voormalig politicus voor de CVP / CD&V. Hij was burgemeester van Essen.

## Levensloop
In 1996 volgde Schrauwen Herman Suykerbuyk op als burgemeester van Essen. De legislatuur hieraan voorafgaand was hij schepen van Jeugd. Bij de gemeenteraadsverkiezingen van 2006 volgde een afstraffing door de kiezers van de coalitie CD&V en VLD. Vervolgens werd er een meerderheid van CD&V en sp.a gevormd, met als uitdrukkelijke voorwaarde dat Frans Schrauwen niet opnieuw burgemeester werd. Hij werd opgevolgd door partijgenoot Gaston Van Tichelt, wel bleef Schrauwen schepen.
In 2018 nam Schrauwen afscheid van de politiek.